# Phasianinae
Phasianinae es una subfamilia de aves galliformes de la familia Phasianidae que incluye los incluye faisanes, tragopanes, gallos, pavos reales y otras aves similares. Aunque esta subfamilia fue considerada monofilética y separada de las perdices, francolines y codornices del Viejo Mundo (Perdicinae) hasta principios de la década de 1990, las filogenias moleculares han demostrado que estas dos subfamilias en realidad constituyen un solo linaje. Por ejemplo, algunas perdices (género Perdix) están más estrechamente relacionadas con los faisanes, mientras que las codornices del Viejo Mundo y las perdices del género Alectoris están más cerca de los gallos.
Se caracterizan por un fuerte dimorfismo sexual, ya que los machos suelen ser más grandes que las hembras y tienen colas más largas. Los machos no participan en la incubación de los huevos o crianza de los polluelos. Típicamente comen semillas y algunos insectos.

## Especies en orden taxonómico
Esta lista está ordenada para mostrar presuntas relaciones entre especies.
- Género Ithaginis
  - Ithaginis cruentus
- Género Tragopan
  - Tragopan melanocephalus
  - Tragopan satyra
  - Tragopan blythii
  - Tragopan temminckii
  - Tragopan caboti
- Género Pucrasia
  - Pucrasia macrolopha
- Género Lophophorus
  - Lophophorus impejanus
  - Lophophorus sclateri
  - Lophophorus lhuysii
- Género Gallus
  - Gallus gallus
    - G. g. domesticus

  - Gallus sonneratii
  - Gallus lafayettii
  - Gallus varius
- Género Lophura
  - Lophura leucomelanos
  - Lophura nycthemera
  - Lophura imperialis
  - Lophura edwardsi
    - Lophura edwardsi var.

  - Lophura swinhoii
  - Lophura hoogerwerfi
  - Lophura inornata
  - Lophura erythrophthalma
  - Lophura ignita
  - Lophura diardi
  - Lophura bulweri
- Género Crossoptilon
  - Crossoptilon crossoptilon
  - Crossoptilon harmani
  - Crossoptilon mantchuricum
  - Crossoptilon auritum
- Género Catreus
  - Catreus wallichii
- Género Syrmaticus
  - Syrmaticus reevesii
  - Syrmaticus ellioti
  - Syrmaticus humiae
  - Syrmaticus mikado
  - Syrmaticus soemmerringii
- Género Phasianus
  - Phasianus versicolor
  - Phasianus colchicus
- Género Chrysolophus
  - Chrysolophus pictus
  - Chrysolophus amherstiae
- Género Polyplectron
  - Polyplectron chalcurum
  - Polyplectron inopinatum
  - Polyplectron germaini
  - Polyplectron bicalcaratum
  - Polyplectron katsumatae
  - Polyplectron malacense
  - Polyplectron schleiermacheri
  - Polyplectron napoleonis
- Género Rheinardia
  - Rheinardia ocellata
- Género Argusianus
  - Argusianus argus
- Género Pavo
  - Pavo cristatus
  - Pavo muticus
- Género Afropavo
  - Afropavo congensis